# Баскетболист года конференции Missouri Valley
Баскетболист года конференции Missouri Valley (англ. Missouri Valley Conference Men's Basketball Player of the Year) — это ежегодная баскетбольная награда, вручаемая по результатам голосования лучшему баскетболисту среди студентов конференции Missouri Valley (MVC), входящей в первый дивизион NCAA. Голосование проводится среди главных тренеров команд, входящих в конференцию, причём свои голоса тренеры подают по окончании регулярного чемпионата, но перед стартом плей-офф, то есть в начале марта, однако они не могут голосовать за своих собственных игроков. Награда была учреждена и впервые вручена Бинго Смиту из университета Талсы в сезоне 1968/69 годов.
Конференция официально начала свою деятельность в 1907 году, тогда в неё входило семь команд, в 1911 году одна из команд покинула конференцию, в 1913 году в неё включили ещё одну команду, в 1918 году её ряды пополнила ещё одна команда, в 1919 году их количество увеличилось до девяти. С течением времени, при образовании новых университетов, количество команд в этой конференции увеличилось до десяти (на данный момент их тринадцать), причём две команды, университета Дрейка и университета Брэдли, уходили из неё в 1952 году, но вскоре (в 1956 и 1955 году соответственно) вернулись обратно.
Одиннадцать игроков: Джуниор Бриджмен, Ларри Бёрд, Льюис Ллойд, Ксавьер Макдэниэл, Херси Хокинс, Кайл Корвер, Даррен Брукс, Дуг Макдермотт, Фред Ванвлит, Эй Джей Грин и Такер Деврис получали этот приз по два раза. Чаще других обладателями этой номинации становились баскетболисты университета Дрейка (8 раз), университета Крейтона (7 раз), университета Брэдли, университета Южного Иллинойса в Карбондейле и Уичитского университета (по 6 раз).

## Легенда
| *         | Становились лауреатами Приза Джеймса Нейсмита (1969—) или Приза Джона Вудена (1977—), либо признавались баскетболистом года среди студентов по версии UPI (1955—1996) или Helms Foundation (1905—1979) |
| Игрок (X) | Количество титулов |

## Победители
| Сезон   | Игрок                 | Фото | Университет                                | Позиция                                     | Год обучения | Примечания |
| ------- | --------------------- | ---- | ------------------------------------------ | ------------------------------------------- | ------------ | ---------- |
| 1968/69 | Бинго Смит            |      | Университет Талсы                          | Лёгкий форвард / Атакующий защитник         | Четвёртый    |            |
| 1969/70 | Джим Ард              |      | Университет Цинциннати                     | Центровой / Тяжёлый форвард                 | Четвёртый    |            |
| 1970/71 | Джефф Халлибёртон     |      | Университет Дрейка                         | Атакующий защитник / Лёгкий форвард         | Четвёртый    |            |
| 1971/72 | Ларри Финч            |      | Университет Мемфиса                        | Атакующий защитник / Разыгрывающий защитник | Третий       |            |
| 1972/73 | Ларри Кенон           |      | Университет Мемфиса                        | Тяжёлый форвард / Лёгкий форвард            | Третий       |            |
| 1973/74 | Джуниор Бриджмен      |      | Луисвиллский университет                   | Лёгкий форвард / Атакующий защитник         | Третий       |            |
| 1974/75 | Джуниор Бриджмен (2)  |      | Луисвиллский университет                   | Лёгкий форвард / Атакующий защитник         | Четвёртый    |            |
| 1975/76 | Майк Гленн            |      | Университет Южного Иллинойса в Карбондейле | Атакующий защитник / Разыгрывающий защитник | Третий       |            |
| 1976/77 | Роджер Фегли          |      | Университет Брэдли                         | Атакующий защитник / Лёгкий форвард         | Третий       |            |
| 1977/78 | Ларри Бёрд            |      | Университет штата Индиана                  | Лёгкий форвард / Тяжёлый форвард            | Третий       |            |
| 1978/79 | Ларри Бёрд* (2)       |      | Университет штата Индиана                  | Лёгкий форвард / Тяжёлый форвард            | Четвёртый    |            |
| 1979/80 | Льюис Ллойд           |      | Университет Дрейка                         | Атакующий защитник / Лёгкий форвард         | Третий       |            |
| 1980/81 | Льюис Ллойд (2)       |      | Университет Дрейка                         | Атакующий защитник / Лёгкий форвард         | Четвёртый    |            |
| 1981/82 | Пол Пресси            |      | Университет Талсы                          | Атакующий защитник / Лёгкий форвард         | Четвёртый    |            |
| 1982/83 | Антуан Карр           |      | Уичитский университет                      | Тяжёлый форвард / Лёгкий форвард            | Четвёртый    |            |
| 1983/84 | Ксавьер Макдэниел     |      | Уичитский университет                      | Лёгкий форвард / Тяжёлый форвард            | Третий       |            |
| 1984/85 | Ксавьер Макдэниел (2) |      | Уичитский университет                      | Лёгкий форвард / Тяжёлый форвард            | Четвёртый    |            |
| 1985/86 | Джим Лес              |      | Университет Брэдли                         | Разыгрывающий защитник                      | Четвёртый    |            |
| 1986/87 | Херси Хокинс          |      | Университет Брэдли                         | Атакующий защитник                          | Третий       |            |
| 1987/88 | Херси Хокинс* (2)     |      | Университет Брэдли                         | Атакующий защитник                          | Четвёртый    |            |
| 1988/89 | Энтони Мануэль        |      | Университет Брэдли                         | Разыгрывающий защитник                      | Четвёртый    |            |
| 1989/90 | Боб Харстад           |      | Университет Крейтона                       | Тяжёлый форвард                             | Третий       |            |
| 1990/91 | Чэд Галлахер          |      | Университет Крейтона                       | Центровой                                   | Четвёртый    |            |
| 1991/92 | Ашраф Амайа           |      | Университет Южного Иллинойса в Карбондейле | Тяжёлый форвард                             | Четвёртый    |            |
| 1992/93 | Курт Смит             |      | Университет Дрейка                         | Разыгрывающий защитник                      | Третий       |            |
| 1993/94 | Гэри Коллиер          |      | Университет Талсы                          | Атакующий защитник / Лёгкий форвард         | Четвёртый    |            |
| 1994/95 | Крис Карр             |      | Университет Южного Иллинойса в Карбондейле | Атакующий защитник / Лёгкий форвард         | Третий       |            |
| 1995/96 | Энтони Паркер         |      | Университет Брэдли                         | Атакующий защитник / Лёгкий форвард         | Третий       |            |
| 1996/97 | Джейсон Дэйзи         |      | Университет Северной Айовы                 | Разыгрывающий защитник                      | Четвёртый    |            |
| 1997/98 | Рико Хилл             |      | Университет штата Иллинойс                 | Лёгкий форвард                              | Четвёртый    |            |
| 1998/99 | Маркус Уилсон         |      | Эвансвиллский университет                  | Атакующий защитник / Разыгрывающий защитник | Четвёртый    |            |
| 1999/00 | Нейт Грин             |      | Университет штата Индиана                  | Лёгкий форвард / Атакующий защитник         | Четвёртый    |            |
| 2000/01 | Тарис Брайсон         |      | Университет штата Иллинойс                 | Разыгрывающий защитник                      | Третий       | [ 1 ]      |
| 2001/02 | Кайл Корвер           |      | Университет Крейтона                       | Атакующий защитник / Лёгкий форвард         | Третий       | [ 2 ]      |
| 2002/03 | Кайл Корвер (2)       |      | Университет Крейтона                       | Атакующий защитник / Лёгкий форвард         | Четвёртый    | [ 3 ]      |
| 2003/04 | Даррен Брукс          |      | Университет Южного Иллинойса в Карбондейле | Разыгрывающий защитник / Атакующий защитник | Третий       | [ 4 ]      |
| 2004/05 | Даррен Брукс (2)      |      | Университет Южного Иллинойса в Карбондейле | Разыгрывающий защитник / Атакующий защитник | Четвёртый    | [ 5 ]      |
| 2005/06 | Пол Миллер            |      | Уичитский университет                      | Тяжёлый форвард / Центровой                 | Четвёртый    | [ 6 ]      |
| 2006/07 | Джамаал Тейтум        |      | Университет Южного Иллинойса в Карбондейле | Атакующий защитник / Разыгрывающий защитник | Четвёртый    | [ 7 ]      |
| 2007/08 | Адам Эмменекер        |      | Университет Дрейка                         | Разыгрывающий защитник                      | Четвёртый    | [ 8 ]      |
| 2008/09 | Букер Вудфокс         |      | Университет Крейтона                       | Атакующий защитник                          | Четвёртый    | [ 9 ]      |
| 2009/10 | Адам Кох              |      | Университет Северной Айовы                 | Тяжёлый форвард / Лёгкий форвард            | Четвёртый    | [ 10 ]     |
| 2010/11 | Кайл Уимс             |      | Университет штата Миссури                  | Лёгкий форвард                              | Третий       | [ 11 ]     |
| 2011/12 | Дуг Макдермотт        |      | Университет Крейтона                       | Лёгкий форвард / Тяжёлый форвард            | Второй       | [ 12 ]     |
| 2012/13 | Дуг Макдермотт (2)    |      | Университет Крейтона                       | Лёгкий форвард / Тяжёлый форвард            | Третий       | [ 13 ]     |
| 2013/14 | Фред Ванвлит          |      | Уичитский университет                      | Разыгрывающий защитник                      | Второй       | [ 14 ]     |
| 2014/15 | Сет Таттл             |      | Университет Северной Айовы                 | Тяжёлый форвард                             | Четвёртый    | [ 15 ]     |
| 2015/16 | Фред Ванвлит (2)      |      | Уичитский университет                      | Разыгрывающий защитник                      | Четвёртый    | [ 16 ]     |
| 2016/17 | Пэрис Ли              |      | Университет штата Иллинойс                 | Разыгрывающий защитник                      | Четвёртый    | [ 17 ]     |
| 2017/18 | Клейтон Кастер        |      | Университет Лойолы в Чикаго                | Разыгрывающий защитник                      | Третий       | [ 18 ]     |
| 2018/19 | Маркес Таунс          |      | Университет Лойолы в Чикаго                | Атакующий защитник                          | Четвёртый    | [ 19 ]     |
| 2019/20 | Эй Джей Грин          |      | Университет Северной Айовы                 | Атакующий защитник                          | Второй       | [ 20 ]     |
| 2020/21 | Кэмерон Крутвиг       |      | Университет Лойолы в Чикаго                | Центровой                                   | Четвёртый    | [ 21 ]     |
| 2021/22 | Эй Джей Грин (2)      |      | Университет Северной Айовы                 | Атакующий защитник                          | Третий       | [ 22 ]     |
| 2022/23 | Такер Деврис          |      | Университет Дрейка                         | Атакующий защитник / Лёгкий форвард         | Второй       | [ 23 ]     |
| 2023/24 | Такер Деврис (2)      |      | Университет Дрейка                         | Атакующий защитник / Лёгкий форвард         | Третий       | [ 24 ]     |
| 2024/25 | Беннетт Стирц         |      | Университет Дрейка                         | Разыгрывающий защитник                      | Третий       | [ 25 ]     |